# Тукеррес
Тукеррес (исп. Túquerres) — город и муниципалитет на юго-западе Колумбии, на территории департамента Нариньо. Входит в состав провинции Ла-Сабана.

## История
Поселение, из которого позднее вырос город, было основано Себастьяном де Белалькасаром 1 января 1537 года. Муниципалитет Тукеррес был выделен в отдельную административную единицу в 1793 году.

## Географическое положение

Муниципалитет Тукеррес

Город расположен в юго-восточной части департамента, в горной местности Центральной Кордильеры, к востоку от вулкана Асуфраль, на расстоянии приблизительно 36 километров к юго-западу от города Пасто, административного центра департамента. Абсолютная высота — 3106 метров над уровнем моря.
Муниципалитет Тукеррес граничит на северо-востоке с территорией муниципалитета Провиденсия, на востоке — с муниципалитетом Гуайтарилья, на юго-востоке — с муниципалитетами Имуэс и Оспина, на юге — с муниципалитетом Сапуес, на западе и северо-западе — с муниципалитетом Сантакрус. Площадь муниципалитета составляет 221,4 км².

## Население
По данным Национального административного департамента статистики Колумбии, совокупная численность населения города и муниципалитета в 2015 году составляла 40 599 человек.
Динамика численности населения муниципалитета по годам:
| 2005   | 2006   | 2007   | 2008   | 2009   | 2010   | 2011   | 2012   | 2013   | 2014   | 2015   |
| ------ | ------ | ------ | ------ | ------ | ------ | ------ | ------ | ------ | ------ | ------ |
| 41 380 | 41 322 | 41 260 | 41 194 | 41 122 | 41 046 | 40 966 | 40 881 | 40 792 | 40 698 | 40 599 |

Согласно данным переписи 2005 года мужчины составляли 49,1 % от населения Тукерреса, женщины — соответственно 50,9 %. В расовом отношении белые и метисы составляли 69 % от населения города; индейцы — 30,8 %; негры, мулаты и райсальцы — 0,2 %.
Уровень грамотности среди всего населения составлял 89,1 %.

## Экономика
Основу экономики Тукерреса составляет сельское хозяйство.
66,8 % от общего числа городских и муниципальных предприятий составляют предприятия торговой сферы, 21,1 % — предприятия сферы обслуживания, 10,5 % — промышленные предприятия, 1,6 % — предприятия иных отраслей экономики.

## Транспорт
Через город проходит национальное шоссе № 10 (исп. Ruta Nacional 10).